# 255 Оппавія
255 Оппавія (255 Oppavia) — астероїд головного поясу, відкритий 31 березня 1886 року Йоганном Палізою у Відні.